# Albert G. Burkhardt
Albert G. Burkhardt (* 15. Juni 1934 in Esslingen; † 25. September 2019) war ein deutscher Chemigraf und Hochschullehrer.

## Leben
Burkhardt absolvierte zunächst eine Lehre als Chemigraf, ehe er 1962 als Vertragslehrmeister an die Gewerbliche Berufs- und Fachschule für die grafischen Berufe Stuttgart ging. Von 1971 bis 1996 war er Fachoberlehrer und Fachschulrat an der Fachhochschule für Druck (später Hochschule der Medien). Dort hatte er die Professur für Druckformherstellung inne. Außerdem leitete er an der Hochschule den Studiengang Druckereitechnik, den Fachbereich Druckerei- und Verpackungstechnik sowie ein Transferzentrum. Neben seiner Tätigkeit als Hochschullehrer war er als vereidigter Sachverständiger tätig. 1996 wurde ihm der Landeslehrpreis Baden-Württemberg verliehen.